# William Castro
William Adrián Castro Rosso (Mercedes, 22 maggio 1962) è un ex calciatore uruguaiano, di ruolo centrocampista.

## Caratteristiche tecniche
Poteva ricoprire sia il ruolo di centrocampista offensivo che quello di attaccante. Agiva prevalentemente sulla fascia sinistra.

## Carriera

### Club
Debuttò nel Bella Vista a vent'anni, e vi rimase fino al 1985; venne poi acquistato dal Gimnasia di La Plata, compagine argentina, con cui disputò dieci partite della Primera División 1985-1986, la prima a essere giocata con lo stesso formato dei campionati europei. Questa prima esperienza all'estero fu però breve, e Castro fece ritorno al Bella Vista, presenziandovi per un'altra stagione. In seguito il Nacional di Montevideo lo incluse nella propria rosa, e con la squadra della capitale Castro visse il proprio miglior periodo: nel biennio 1988-1989, difatti, vinse svariate competizioni a livello internazionale, tra cui la Coppa Libertadores e la Coppa Intercontinentale nell'arco dello stesso anno, il 1988. Conseguentemente a questi successi, si guadagnò anche la chiamata in Nazionale, e nel 1990 tentò nuovamente la fortuna fuori dai patri confini, andando a disputare il campionato messicano con il Cruz Azul di Città del Messico. La stagione 1990-1991 si concluse con i quarti di finale, e il calciatore uruguaiano lasciò la società alla fine dell'annata; fece difatti ritorno in patria, dapprima al Peñarol, rivale cittadino del Nacional, e successivamente in altre squadre dalla minor levatura, ritirandosi nel 1998.

### Nazionale
Debuttò in Nazionale il 3 maggio 1989 nell'incontro di Montevideo contro l'Ecuador. Fu incluso nella lista dei convocati per il campionato del mondo 1990, ma non vi giocò neanche un minuto. Le sue presenze nella selezione sono dunque tutte in partite amichevoli.

## Palmarès

### Club

#### Competizioni internazionali
- Coppa Libertadores: 1

Nacional: 1988
- Coppa Intercontinentale: 1

Nacional: 1988
- Coppa Interamericana: 1

Nacional Montevideo: 1988
- Recopa Sudamericana: 1

Nacional: 1989